# Li Lan-čching
Li Lan-čching (čínsky pchin-jinem Lǐ Lánqīng, znaky zjednodušené 李岚清, tradiční 李嵐清; * 22. května 1932) je bývalý čínský komunistický politik, ve vládě zaujímal úřady ministra zahraničního obchodu a hospodářské spolupráce (1990–1993) a místopředsedy vlády (1993–2003), zastával i vysoké funkce v Komunistické straně Číny – člen politbyra (1992–2002) a jeho stálého výboru (1997–2002).

## Kariéra
Li Lan-čching se narodil 22. května 1932 v Čen-ťiangu v provincii Ťiang-su. Roku 1952 absolvoval studia managementu podniku na univerzitě Fu-tan v Šanghaji a vstoupil do Komunistické strany Číny. Poté pracoval v Prvním automobilovém závodě v Čchang-čchunu. V letech 1956–1957 odjel na stáž do automobilek v Sovětském svazu. Po návratu vedl plánovací oddělení v Prvním automobilovém závodě, roku 1959 byl přeložen na První ministerstvo strojírenství a roku 1961 do Státní ekonomické komise. 
Za kulturní revoluce (od roku 1966) pracoval v jedné ze škol kádrů 7. května. V roce 1972 se vrátil řídící práci v automobilovém průmyslu jako zástupce ředitele plánovacího oddělení Druhého automobilového závodu ve Wu-chanu; v roce 1978 se podílel na přípravě plánu Třetího automobilového závodu.
Roku 1981 byl přeložen do Pekingu, kde zastával funkci vedoucího úřadu vládních půjček Státní správy zahraničních investic, od roku 1982 vedoucího úřadu pro zahraniční investice na ministerstvu zahraničních ekonomických vztahů a obchodu. V roce 1983 byl vyslán do Tchien-ťinu jako zástupce starosty a tajemník stranického výboru, ve funkci se zabýval získáváním zahraničních investic, pod záštitou Li Lan-čchinga bylo v Tchien-ťinu založeno první centrum zahraničních investic v Číně. V roce 1986 se vrátil do Pekingu na místo náměstka ministra zahraničního obchodu a hospodářské spolupráce. Na XIII. sjezdu KS Číny v říjnu/listopadu 1987 byl zvolen kandidátem ústředního výboru. V roce 1990 se stal ministrem zahraničního obchodu a hospodářské spolupráce. Na XIV. sjezdu KS Číny v říjnu 1992 byl zvolen členem ústředního výboru a i politbyra ústředního výboru a v březnu 1993 při sestavování nové vlády byl jmenován jedním z jejích místopředsedů, odpovídal za ekonomickou spolupráci se zahraničím.
Na XV. sjezdu KS Číny v září 1997 byl znovuzvolen do ústředního výboru a politbyra a navíc se stal i členem stálého výboru politbyra, následující jaro (v březnu 1998) v nové vládě zaujal pozici jejího prvního místopředsedy (pro kulturu a vzdělání). Ve stranických funkcích zůstal do XVI. sjezdu KS Číny v listopadu 2002, z vlády odešel se skončením jejího funkčního období v březnu 2003. Od roku 2003 je v penzi.
I v penzi zůstal aktivní, začal se zabýval řezbou pečetí a klasickou hudbou, vydal několik knih o těchto oborech, kaligrafii a zejména vzdělávací politice.